# Aurelija Balašaitienė
Aurelija Marija Žizniauskaitė Balašaitienė-Žitkuvienė (Radviliškis, 25 de septiembre de 1923 - Cleveland, 3 de septiembre de 2008) fue una escritora, publicista, periodista, poeta y educadora lituana.

## Biografía
Tras finalizar sus estudios secundarios del Šiaulių mergaičių gimnaziją en Kaunas, prosiguió estudios en la Universidad Vytautas Magnus. En 1949, asistió a la Universidad Case Western Reserve de Estados Unidos.
Desde 1955, se desempeñó como profesora de Lenguaje y Literatura Lituana en varias escuelas de su país, para posteriormente asumir el rol de académica en la Escuela Lituana de Ciencias Políticas Obispo Valančius. Escribió artículos sobre cuestiones literarias y sociales en diversas publicaciones estadounidenses y lituanas, abordando temas adscritos a la juventud y cultura, mientras que colaboró con los periódicos Darbininkas, Dirva, Tēviškes žiburiai y Draugas. Además de escribir novelas, fue guionista del drama musical Vilniaus pilies legenda (en español: La leyenda del Castillo de Vilna).
Fue miembro de la Sociedad de escritores lituanos.

## Obras
- Skirtingi uostai, novela.
- Gaisro pelenuose, novela.
- Užburtame rate, novela.
- Vidurnakčio serenada, novela.
- Raudonas automobilis, novela para el periódico Dirva
- Jolanta, novela 1966
- Užburtame rate, novela 1967
- Susitikimas pamary, colección de cuentos, Viltis, Cleveland, 1982
- Skeveldros, novela. Vilties Draugijos leidykla Klyvlende, 1987
- Žarijos ir pelenai, novela.
- LTM ansamblio Čiurlionis auksinis jubiliejus. 1940–1990, Draugas, Chicago, 1990
- Tarp dviejų Tėvynių, poesía (1947–2000), Klyvlendas